# 23.ª Calle Suroeste
La 23.ª Calle Suroeste es una calle del cuadrante suroeste de la ciudad de Managua, Nicaragua. Se extiende en varios segmentos separados, iniciando en el barrio Jonathan González y concluyendo en Batahola Sur.

## Trazado
El primer segmento de esta calle comienza en la 2.ª Avenida Suroeste justo al sur del Hospital Militar Escuela Dr. Alejandro Dávila Bolaños. Posteriormente, reaparece en el barrio Altagracia a partir de la 20.ª Avenida Suroeste y se extiende hacia el oeste hasta la 30.ª Avenida Suroeste.
El último segmento conecta la 32.ª Avenida Suroeste con la 34.ª Avenida Suroeste, dentro del barrio Batahola Sur.

## Intersecciones principales
- 2.ª Avenida Suroeste – conexión inicial en Jonathan González
- 20.ª Avenida Suroeste – cruce en Altagracia
- 30.ª Avenida Suroeste – zona residencial media
- 34.ª Avenida Suroeste – extremo en Batahola Sur

## Barrios que atraviesa
- Jonathan González
- Altagracia
- Batahola Sur

## Coordenadas
12°8′30″N 86°17′42″O / 12.14167, -86.29500